# Magyarország poloskafajainak listája
Az alábbi lista tartalmazza a Magyarországon előforduló, őshonos és megtelepedett, behurcolt, 45 rendszertani családba tartozó 892 poloskafajt. A védett fajoknál fel van tüntetve természetvédelmi értékük is.

## Acanthosomatidae (dajkapoloskák)

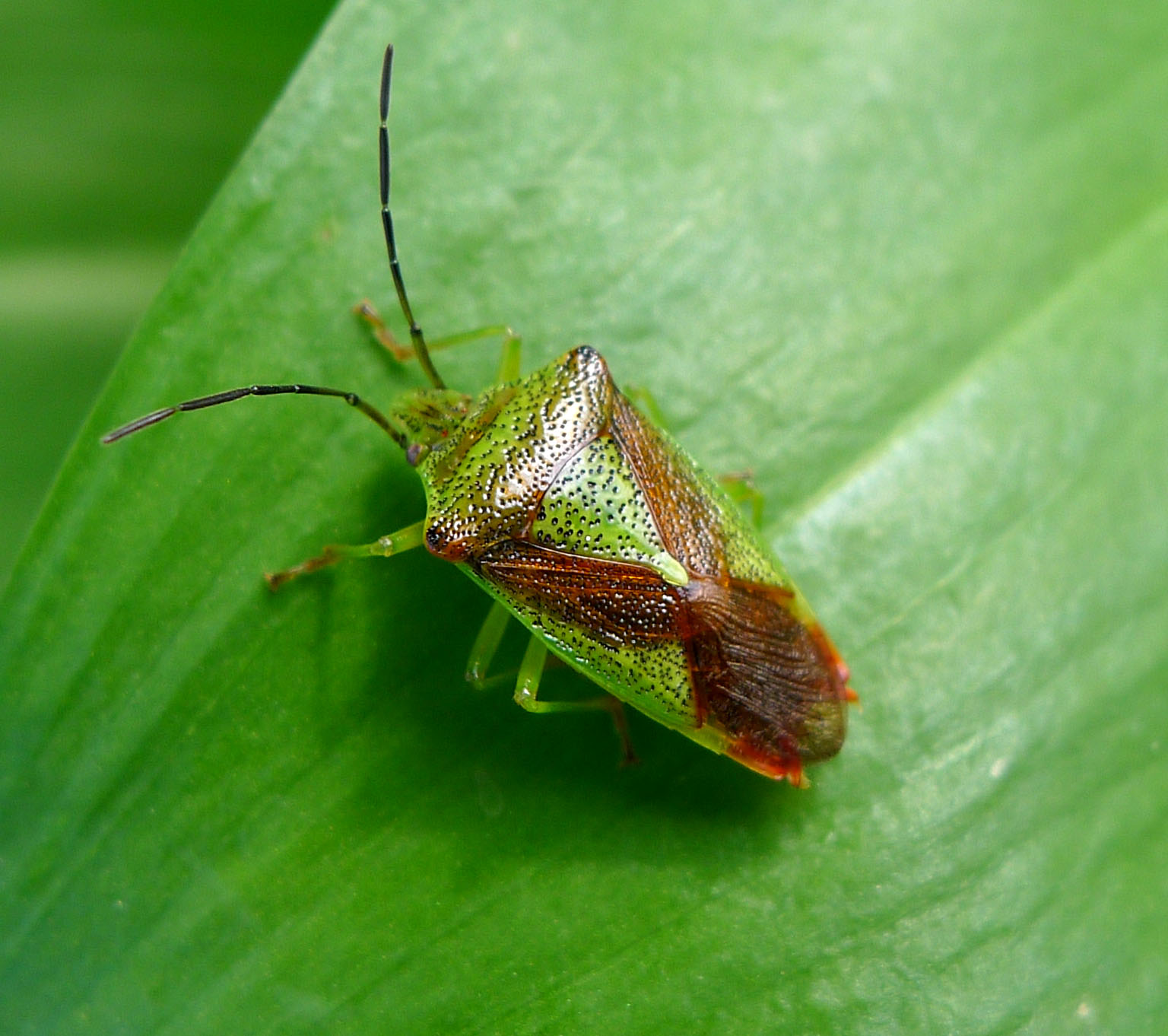
Nagy dajkapoloska

- Acanthosoma haemorrhoidale - nagy dajkapoloska
- Cyphostethus tristriatus - boróka-dajkapoloska
- Elasmostethus interstinctus - pirostarka dajkapoloska
- Elasmostethus minor
- Elasmucha ferrugata - tövisvállú dajkapoloska
- Elasmucha fieberi - hamis nyír-dajkapoloska
- Elasmucha grisea - nyír-dajkapoloska

## Alydidae (tövispoloskák)
- Alydus calcaratus - szőrös tövispoloska
- Camptopus lateralis - görbelábú tövispoloska
- Megalotomus junceus - karcsúcombú tövispoloska

## Anthocoridae (virágpoloskák)
- Amphiareus obscuriceps
- Anthocoris amplicollis
- Anthocoris confusus
- Anthocoris gallarumulmi - szilgubacs-virágpoloska
- Anthocoris limbatus
- Anthocoris minki - kőrisfa-virágpoloska
- Anthocoris nemoralis - fakó virágpoloska
- Anthocoris nemorum - mezei virágpoloska
- Anthocoris pilosus
- Anthocoris simulans
- Cardiastethus fasciiventris
- Dufouriellus ater
- Dysepicritus rufescens
- Orius horvathi
- Orius laticollis
- Orius majusculus - levéltetűfaló poloska
- Orius minutus - törpe-virágpoloska
- Orius niger - közönséges virágpoloska
- Orius pallidicornis
- Orius vicinus
- Scoloposcelis pulchella
- Temnostethus dacicus
- Temnostethus gracilis
- Temnostethus longirostris
- Temnostethus pusillus - apró virágpoloska
- Temnostethus reduvinus
- Tetraphleps bicuspis
- Xylocoridea brevipennis
- Xylocoris cursitans - szőrösfarú virágpoloska
- Xylocoris formicetorum
- Xylocoris galactinus - melegágyi virágpoloska
- Xylocoris lativentris
- Xylocoris obliquus

## Aphelocheiridae (fenékjáró-poloskák)
- Aphelocheirus aestivalis - fenékjáró poloska

## Aradidae (kéregpoloskák)

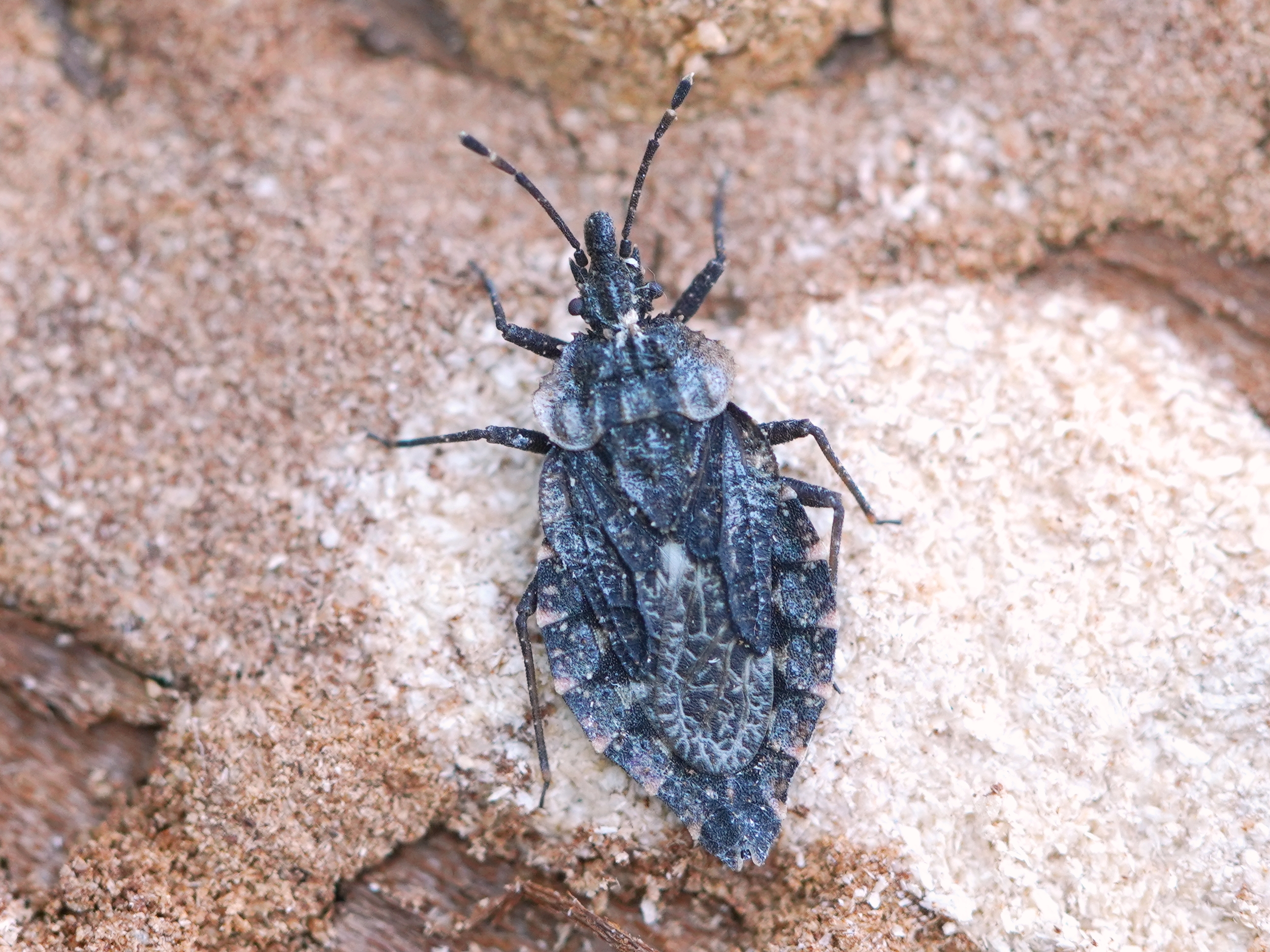
Közönséges kéregpoloska

- Aneurus avenius - sima kéregpoloska
- Aneurus laevis - kurtapajzsú sima-kéregpoloska
- Aradus betulae - közönséges kéregpoloska
- Aradus betulinus
- Aradus bimaculatus
- Aradus brenskei
- Aradus brevicollis
- Aradus cinnamomeus - kis kéregpoloska
- Aradus conspicuus - fűrészesvállú kéregpoloska
- Aradus corticalis - tölgyfa kéregpoloska
- Aradus depressus - lapos kéregpoloska
- Aradus distinctus
- Aradus krueperi
- Aradus kuthyi
- Aradus lugubris
- Aradus mirus
- Aradus obtectus
- Aradus pallescens
- Aradus ribauti
- Aradus serbicus
- Aradus signaticornis
- Aradus truncatus
- Aradus versicolor - tarka kéregpoloska
- Mezira tremulae - nagy rücsköspoloska

## Artheneidae
- Chilacis typhae - gyékénybodobács
- Holcocranum saturejae

## Berytidae	(szúnyogpoloskák)
- Berytinus clavipes
- Berytinus consimilis
- Berytinus crassipes
- Berytinus distinguendus
- Berytinus geniculatus - réti szúnyogpoloska
- Berytinus hirticornis - szőröscsápú szúnyogpoloska
- Berytinus minor - kis szúnyogpoloska
- Berytinus montivagus - hegymászó szúnyogpoloska
- Berytinus signoreti
- Berytinus striola
- Gampsocoris culicinus - törékeny szúnyogpoloska
- Gampsocoris punctipes - tüskés szúnyogpoloska
- Metacanthus annulosus
- Metacanthus meridionalis
- Metatropis rufescens - boszorkánypoloska
- Neides tipularius - nagy szúnyogpoloska

## Blissidae (karcsúbodobácsok)
- Dimorphopterus blissoides - keleti karcsúbodobács
- Dimorphopterus doriae - alföldi karcsúbodobács
- Dimorphopterus spinolae - közönséges karcsúbodobács
- Ischnodemus sabuleti - nádi karcsúbodobács

## Ceratocombidae (avarpoloskák)
- Ceratocombus coleoptratus

## Cimicidae (vérszívópoloskák)
- Cimex dissimilis
- Cimex lectularius - ágyi poloska

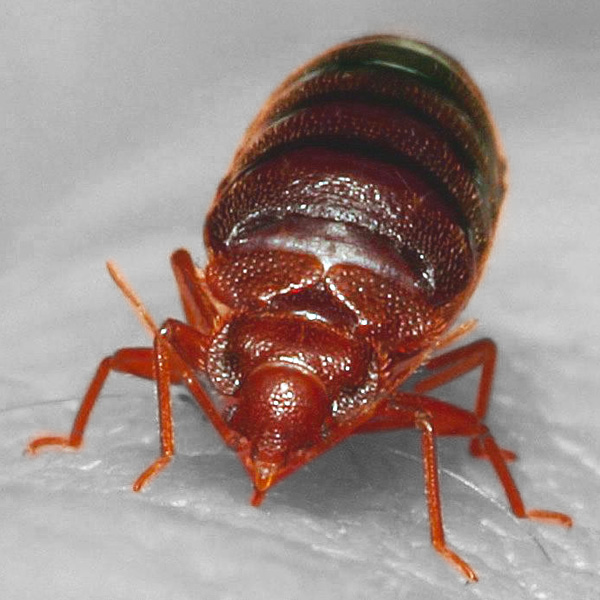
Ágyi poloska

- Oeciacus hirundinis - fecskepoloska

## Coreidae (karimáspoloskák)
- Arenocoris fallenii - alföldi karimáspoloska
- Bathysolen nubilus - piszkos karimáspoloska
- Bothrostethus annulipes
- Centrocoris spiniger
- Centrocoris variegatus - tüskéshátú karimáspoloska
- Ceraleptus gracilicornis - tüskéslábú karimáspoloska
- Ceraleptus lividus
- Ceraleptus obtusus
- Coreus marginatus - közönséges karimáspoloska
- Coriomeris affinis
- Coriomeris denticulatus - fűrészesvállú karimáspoloska
- Coriomeris hirticornis
- Coriomeris scabricornis
- Enoplops scapha - feketés karimáspoloska
- Gonocerus acuteangulatus - aranypetés poloska
- Gonocerus juniperi - boróka-karimáspoloska
- Leptoglossus occidentalis - nyugati levéllábú poloska
- Nemocoris fallenii
- Phyllomorpha laciniata - lándzsás karimáspoloska 5000 Ft
- Spathocera laticornis
- Spathocera lobata - laposcsápú karimáspoloska
- Spathocera obscura - kis karimáspoloska
- Spathocera tuberculata
- Syromastus rhombeus - vitorlás karimáspoloska
- Ulmicola spinipes

## Corixidae	(búvárpoloskák)
- Callicorixa praeusta
- Corixa affinis - kis búvárpoloska
- Corixa panzeri
- Corixa punctata - nagy búvárpoloska
- Cymatia coleoptrata - simahátú búvárpoloska
- Cymatia rogenhoferi - márványoshátú búvárpoloska
- Hesperocorixa linnaei - sötétbarna búvárpoloska
- Hesperocorixa sahlbergi
- Micronecta griseola
- Micronecta minutissima - parányi búvárpoloska
- Micronecta poweri - dalos búvárpoloska
- Micronecta pusilla
- Micronecta scholtzi - törpe búvárpoloska
- Paracorixa concinna - tarkalábú búvárpoloska
- Sigara assimilis
- Sigara distincta - tompahátú búvárpoloska
- Sigara falleni - csíkos búvárpoloska
- Sigara fossarum
- Sigara hellensii
- Sigara lateralis - közönséges búvárpoloska
- Sigara limitata
- Sigara nigrolineata - feketesávos búvárpoloska
- Sigara semistriata
- Sigara stagnalis
- Sigara striata

## Cydnidae	(földipoloskák)
- Adomerus biguttatus - kétpettyes földipoloska
- Byrsinus flavicornis
- Byrsinus fossor
- Canthophorus dubius - kékes földipoloska
- Canthophorus melanopterus
- Canthophorus mixtus
- Cydnus aterrimus - nagy földipoloska
- Geotomus elongatus
- Geotomus punctulatus
- Legnotus limbosus - fehérszélű földipoloska
- Legnotus picipes
- Microporus nigrita - homoki földipoloska
- Ochetostethus balcanicus
- Ochetostethus opacus - törpe földipoloska
- Sehirus luctuosus - világosfarú földipoloska
- Sehirus morio - szurkos földipoloska
- Sehirus ovatus
- Sehirus parens
- Stibaropus henkei
- Tritomegas bicolor - foltos földipoloska
- Tritomegas sexmaculatus - hatfoltos földipoloska

## Cymidae
- Licinus cassideus - nagy pajzsosfutonc

## Dipsocoridae	(borzascsápú poloskák)
- Alpagut castaneovitreus
- Alpagut medius
- Cryptostemma alienum
- Pachycoleus pusillimus
- Pachycoleus waltli

## Geocoridae
- Geocoris arenarius
- Geocoris ater - csíkoshátú bodobács
- Geocoris dispar
- Geocoris erythrocephalus - vörösfejű bodobács
- Geocoris grylloides - nagyszemű bodobács
- Geocoris megacephalus
- Geocoris pallidipennis - fakószárnyú nagyszeműbodobács
- Henestaris halophilus - nyelesszemű bodobács

## Gerridae	(molnárpoloskák)

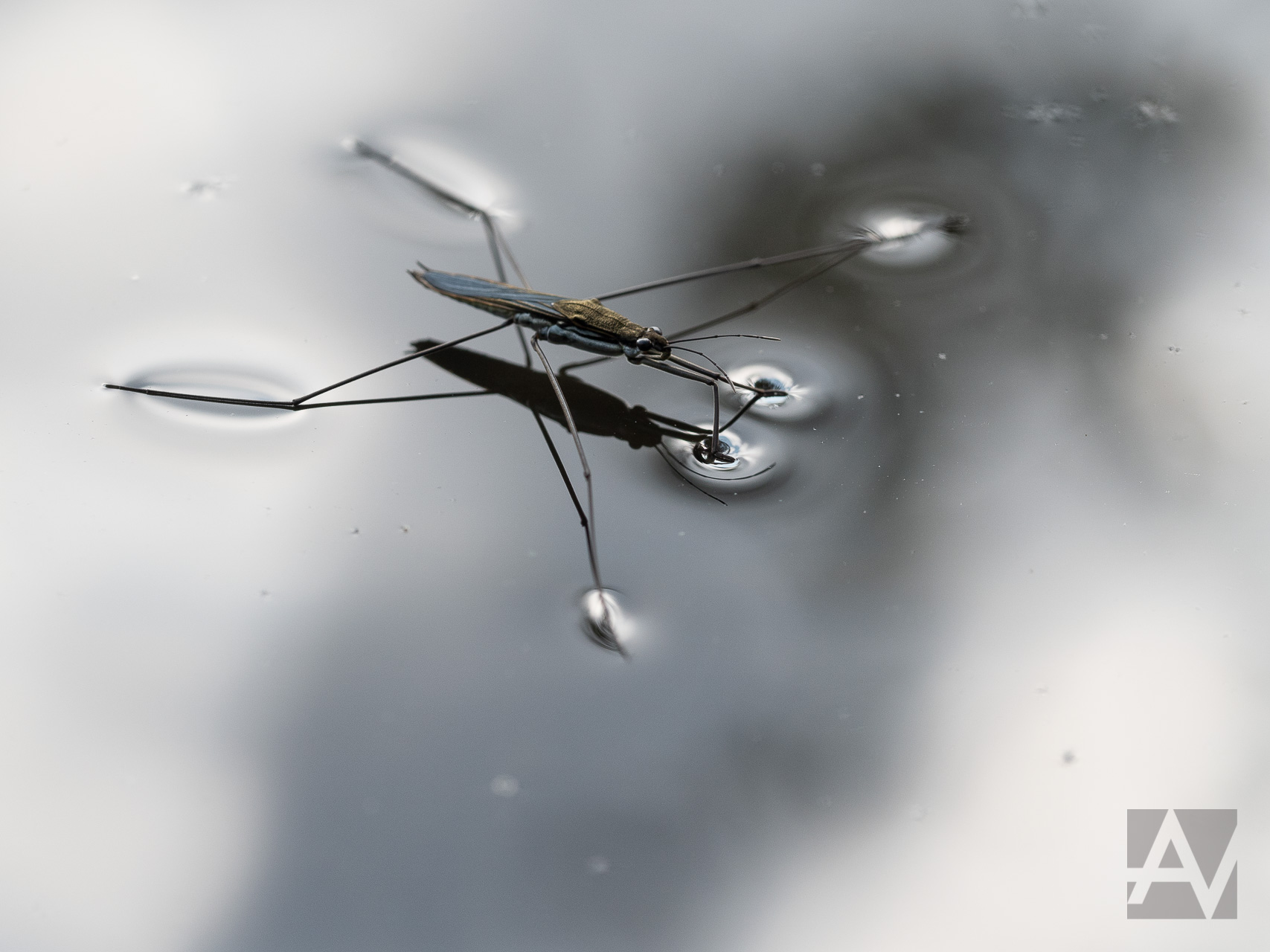
Közönséges molnárpoloska

- Aquarius najas - nagy molnárpoloska - 5000 Ft
- Aquarius paludum - közönséges molnárpoloska
- Gerris argentatus - törpe molnárpoloska
- Gerris asper
- Gerris gibbifer - púpos molnárpoloska
- Gerris lacustris - tavi molnárpoloska
- Gerris odontogaster - vízi szöcske
- Gerris thoracicus - rozsdáshátú molnárpoloska
- Limnoporus rufoscutellatus

## Hebridae	(fenyérpoloskák)
- Hebrus pusillus - fenyérpoloska
- Hebrus ruficeps - kis fenyérpoloska

## Heterogastridae
- Heterogaster affinis - hangabodobács
- Heterogaster artemisiae
- Heterogaster cathariae
- Heterogaster urticae - tarka bodobács
- Platyplax salviae - zsályabodobács

## Hydrometridae (vízmérő-poloskák)
- Hydrometra gracilenta - karcsú vízmérő poloska
- Hydrometra stagnorum - vízmérő poloska

## Leptopodidae (kövipoloskák)
- Erianotus lanosus
- Leptopus marmoratus - kövipoloska

## Lyctocoridae (fészekpoloskák)
- Lyctocoris campestris - bozót virágpoloska
- Lyctocoris dimidiatus

## Lygaeidae	(bodobácsok)
- Apterola lownii

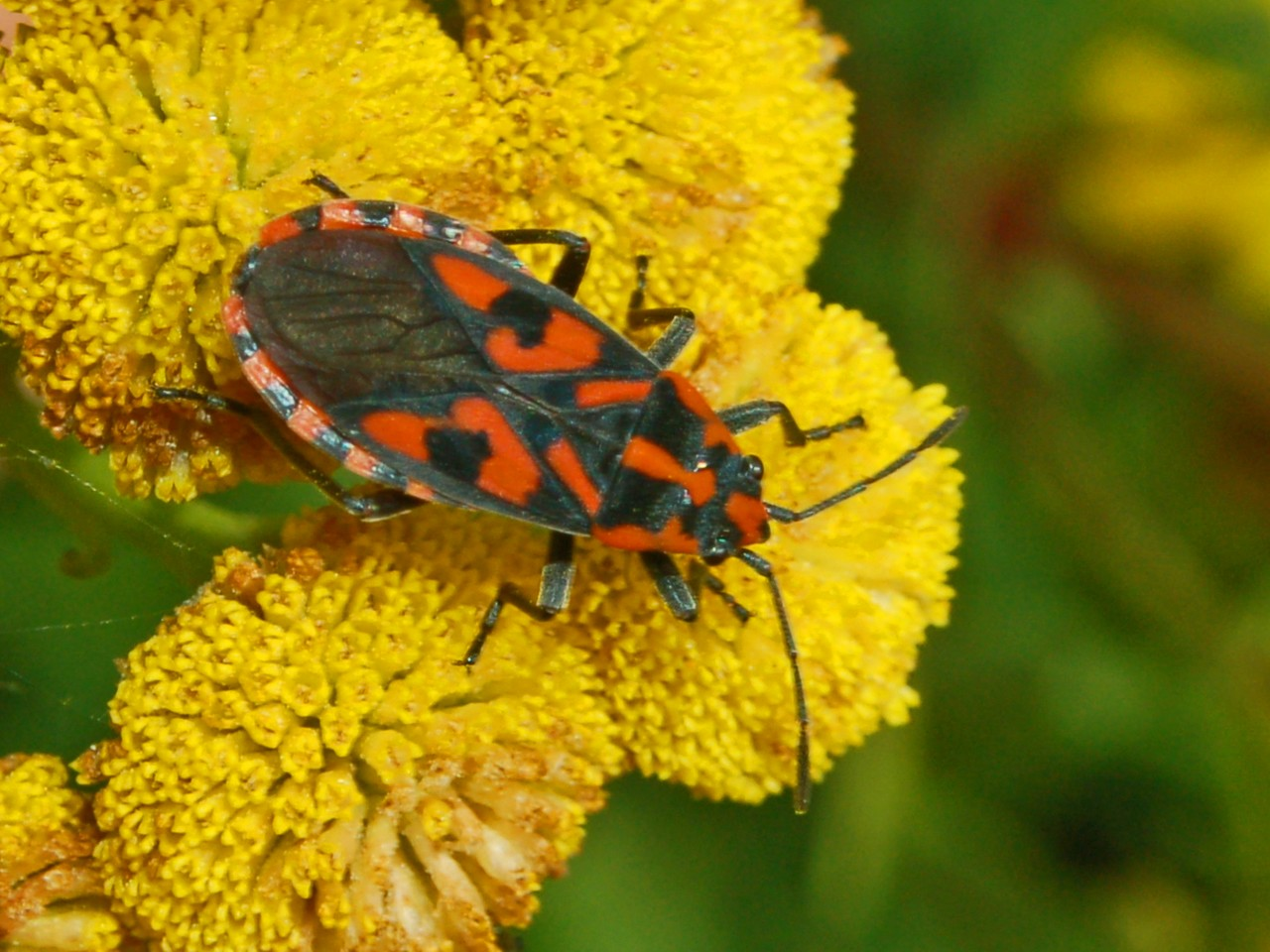
Virágbodobács

- Arocatus longiceps - platánbodobács
- Arocatus melanocephalus
- Arocatus roeselii
- Belonochilus numenius - amerikai platánbodobács
- Cymus aurescens
- Cymus claviculus - közönséges rétibodobács
- Cymus glandicolor - rétibodobács
- Cymus melanocephalus
- Horvathiolus superbus - kis fehérfoltos-bodobács
- Kleidocerys privignus - égerbodobács
- Kleidocerys resedae - nyírbodobács
- Lygaeosoma anatolicum
- Lygaeosoma sardeum - közönséges rácsosbodobács
- Lygaeus equestris - közönséges lovagbodobács
- Lygaeus simulans - hamis lovagbodobács
- Melanocoryphus albomaculatus - nagy fehérfoltos-bodobács
- Melanocoryphus tristrami
- Nithecus jacobaeae - kurtaszárnyú fényesbodobács
- Nysius cymoides - déli fényesbodobács
- Nysius ericae - kis fényesbodobács
- Nysius graminicola - mediterrán fényesbodobács
- Nysius helveticus - hanga-fényesbodobács
- Nysius senecionis - közönséges fényesbodobács
- Nysius thymi - kakukkfű-fényesbodobács
- Orsillus depressus - tuja-fényesbodobács
- Orsillus maculatus - hosszúcsőrű tuja-fényesbodobács
- Ortholomus punctipennis - szőrös fényesbodobács
- Spilostethus pandurus
- Spilostethus saxatilis - virágbodobács
- Tropidothorax leucopterus - vadpaprika-bodobács

## Mesoveliidae (vízenjáró-poloskák)
- Mesovelia furcata - vízenjáró poloska
- Mesovelia thermalis

## Microphysidae	(törpepoloskák)
- Loricula coleoptrata
- Loricula elegantula
- Loricula exilis
- Loricula pselaphiformis - törpepoloska
- Loricula ruficeps

## Miridae (mezeipoloskák)

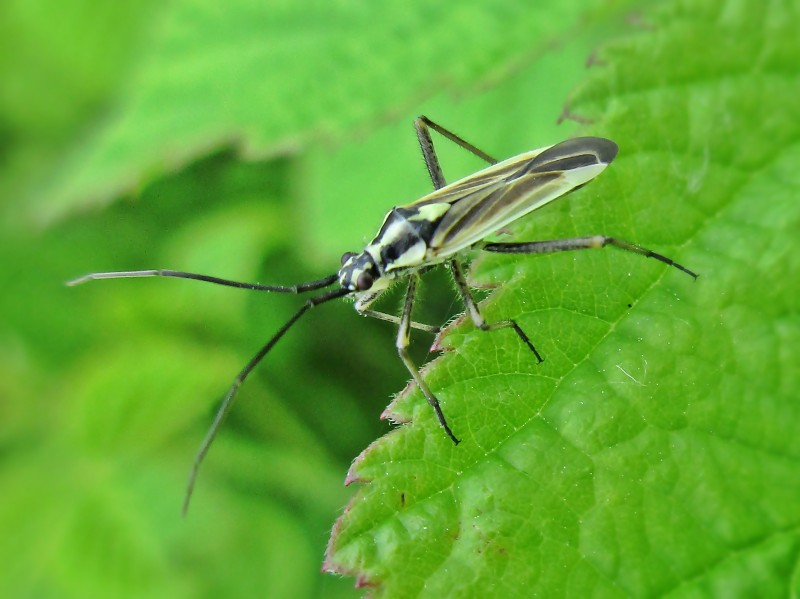
Közönséges mezeipoloska

- Acetropis carinata - bordás mezeipoloska
- Acetropis longirostris
- Adelphocoris lineolatus - lucernapoloska
- Adelphocoris quadripunctatus
- Adelphocoris reichelii
- Adelphocoris seticornis - serte mezeipoloska
- Adelphocoris ticinensis
- Adelphocoris vandalicus - feketevállú mezeipoloska
- Agnocoris reclairei
- Agnocoris rubicundus
- Alloeonotus fulvipes
- Alloeotomus germanicus
- Alloeotomus gothicus
- Amblytylus albidus
- Amblytylus brevicollis
- Amblytylus concolor
- Amblytylus glaucicollis
- Amblytylus nasutus - csőrös mezeipoloska
- Anapus longicornis
- Apolygus limbatus
- Apolygus lucorum - fűzöld mezeipoloska
- Apolygus spinolae
- Atomoscelis onusta - sziki törpepoloska
- Atractotomus magnicornis
- Atractotomus mali - gyümölcsfapoloska
- Atractotomus parvulus
- Blepharidopterus angulatus
- Blepharidopterus diaphanus
- Bothynotus pilosus
- Brachycoleus decolor
- Brachycoleus pilicornis - kutyatej mezeipoloska
- Brachynotocoris puncticornis
- Bryocoris pteridis - harasztpoloska
- Calocoris affinis
- Calocoris alpestris
- Calocoris roseomaculatus
- Camptozygum aequale
- Campylomma annulicorne
- Campylomma simillimum
- Campylomma verbasci - ökörfarkkóró poloska
- Campyloneura virgula
- Capsodes gothicus - szőrös mezeipoloska
- Capsodes mat
- Capsus ater - fekete mezeipoloska
- Charagochilus gyllenhalii - kis cigány mezeipoloska
- Charagochilus weberi
- Chlamydatus evanescens
- Chlamydatus pulicarius - ugró törpepoloska
- Chlamydatus pullus
- Chlamydatus saltitans
- Closterotomus biclavatus - aranyszőrű mezeipoloska
- Closterotomus fulvomaculatus
- Closterotomus norwegicus - zöld mezeipoloska
- Compsidolon absinthii
- Compsidolon pumilum
- Compsidolon salicellum
- Conostethus hungaricus
- Conostethus roseus
- Cremnocephalus alpestris
- Criocoris crassicornis - fekete törpepoloska
- Criocoris nigricornis
- Criocoris nigripes
- Criocoris sulcicornis - hamvas törpepoloska
- Cyllecoris histrionius - vörössávos mezeipoloska
- Deraeocoris annulipes
- Deraeocoris flavilinea
- Deraeocoris lutescens - sárgás mezeipoloska
- Deraeocoris morio
- Deraeocoris olivaceus
- Deraeocoris punctulatus - hamvas mezeipoloska
- Deraeocoris putoni
- Deraeocoris ruber - vöröses mezeipoloska
- Deraeocoris rutilus - cinóber mezeipoloska
- Deraeocoris serenus
- Deraeocoris trifasciatus - nagy mezeipoloska
- Deraeocoris ventralis
- Dichrooscytus gustavi
- Dichrooscytus rufipennis
- Dichrooscytus valesianus
- Dicyphus constrictus
- Dicyphus epilobii
- Dicyphus errans - karcsúnyakú mezeipoloska
- Dicyphus geniculatus
- Dicyphus globulifer - kis karcsúnyakú-mezeipoloska
- Dicyphus hyalinipennis
- Dicyphus pallidus
- Dicyphus stachydis
- Dionconotus confluens
- Dryophilocoris flavoquadrimaculatus - sárgafoltos mezeipoloska
- Dryophilocoris luteus
- Europiella albipennis
- Europiella alpina
- Europiella artemisiae
- Europiella decolor
- Eurycolpus flaveolus
- Euryopicoris nitidus
- Globiceps flavomaculatus
- Globiceps fulvicollis - négyfoltos mezeipoloska
- Globiceps horvathi
- Globiceps sordidus
- Globiceps sphaegiformis - kétpúpú mezeipoloska
- Grypocoris sexguttatus - hatpettyes díszpoloska
- Hallodapus montandoni
- Hallodapus rufescens
- Hallodapus suturalis
- Halticus apterus - réti ugrópoloska
- Halticus luteicollis - sárganyakú ugrópoloska
- Halticus pusillus - törpe ugrópoloska
- Halticus saltator
- Harpocera thoracica - sarlóscsápú mezeipoloska
- Heterocapillus tigripes - tarkalábú mezeipoloska
- Heterocordylus erythropthalmus
- Heterocordylus genistae
- Heterocordylus leptocerus
- Heterocordylus tibialis
- Heterocordylus tumidicornis - kökény mezeipoloska
- Heterotoma merioptera - laposcsápú mezeipoloska
- Heterotoma planicornis
- Hoplomachus thunbergii - hölgymálpoloska
- Horistus orientalis
- Hyoidea notaticeps
- Hypseloecus visci
- Icodema infuscata
- Isometopus intrusus
- Isometopus mirificus
- Leptopterna dolabrata - közönséges mezeipoloska
- Leptopterna ferrugata - vastagcsápú mezeipoloska
- Liocoris tripustulatus - hárompettyes mezeipoloska
- Lopus decolor
- Lopus longiceps
- Lygocoris pabulinus
- Lygus gemellatus - világoszöld mezeipoloska
- Lygus pratensis - változó mezeipoloska
- Lygus rugulipennis - molyhos mezeipoloska
- Macrolophus glaucescens
- Macrolophus melanotoma
- Macrolophus pygmaeus
- Macrotylus elevatus
- Macrotylus herrichi - zsálya-mezeipoloska
- Macrotylus horvathi - Horváth poloskája
- Macrotylus paykullii
- Macrotylus quadrilineatus
- Macrotylus solitarius
- Malacocoris chlorizans - fürge mezeipoloska
- Megacoelum beckeri
- Megacoelum infusum
- Megaloceroea recticornis - hosszúcsápú mezeipoloska
- Megalocoleus dissimilis
- Megalocoleus exsanguis - pázsitpoloska
- Megalocoleus longirostris
- Megalocoleus molliculus
- Megalocoleus naso
- Megalocoleus tanaceti
- Mermitelocerus schmidtii
- Mimocoris rugicollis
- Miris striatus - sávos mezeipoloska
- Monalocoris filicis - páfránypoloska
- Monosynamma bohemanni
- Myrmecoris gracilis
- Neolygus contaminatus
- Neolygus viridis
- Notostira elongata
- Notostira erratica - feketés mezeipoloska
- Omphalonotus quadriguttatus
- Oncotylus setulosus - búzavirágpoloska
- Oncotylus viridiflavus
- Orthocephalus bivittatus
- Orthocephalus brevis
- Orthocephalus saltator - szőrös ugrópoloska
- Orthocephalus vittipennis - hamvas ugrópoloska
- Orthonotus cylindricollis
- Orthonotus rufifrons - vörösfejű mezeipoloska
- Orthops basalis - sárgarépa-poloska
- Orthops campestris - kis réti mezeipoloska
- Orthops kalmii - kis tarka-mezeipoloska
- Orthotylus bilineatus
- Orthotylus ericetorum
- Orthotylus flavinervis
- Orthotylus flavosparsus - sápadt mezeipoloska
- Orthotylus fuscescens
- Orthotylus marginalis - fakó mezeipoloska
- Orthotylus nassatus
- Orthotylus prasinus
- Orthotylus quercicola
- Orthotylus schoberiae
- Orthotylus tenellus
- Orthotylus virens
- Orthotylus virescens
- Orthotylus viridinervis
- Pachytomella parallela
- Pantilius tunicatus
- Paredrocoris pectoralis
- Phoenicocoris modestus
- Phoenicocoris obscurellus
- Phylus coryli - mogyorópoloska
- Phylus melanocephalus
- Phytocoris austriacus
- Phytocoris dimidiatus
- Phytocoris incanus
- Phytocoris insignis
- Phytocoris longipennis
- Phytocoris meridionalis
- Phytocoris nowickyi
- Phytocoris parvulus
- Phytocoris pini
- Phytocoris populi - nyárfapoloska
- Phytocoris reuteri
- Phytocoris thrax
- Phytocoris tiliae - hársfapoloska
- Phytocoris ulmi - szilfapoloska
- Phytocoris ustulatus
- Phytocoris varipes - tarkalábú fapoloska
- Piezocranum simulans
- Pilophorus cinnamopterus
- Pilophorus clavatus
- Pilophorus confusus - kis ezüstös mezeipoloska
- Pilophorus perplexus - ezüstös mezeipoloska
- Pilophorus simulans
- Pinalitus coccineus
- Pinalitus rubricatus
- Pinalitus viscicola
- Pithanus maerkelii
- Placochilus seladonicus
- Plagiognathus arbustorum
- Plagiognathus bipunctatus
- Plagiognathus chrysanthemi - fakó törpepoloska
- Plagiognathus fulvipennis - kígyószisz törpepoloska
- Plagiognathus fusciloris
- Plagiognathus vitellinus
- Plesiodema pinetella
- Polymerus asperulae
- Polymerus brevicornis
- Polymerus carpathicus
- Polymerus cognatus - pirosfoltos mezeipoloska
- Polymerus holosericeus
- Polymerus microphthalmus
- Polymerus nigrita
- Polymerus palustris
- Polymerus unifasciatus - galaj mezeipoloska
- Polymerus vulneratus
- Psallus albicinctus
- Psallus ambiguus
- Psallus anaemicus
- Psallus assimilis
- Psallus betuleti - nyírfapoloska
- Psallus confusus
- Psallus cruentatus
- Psallus falleni
- Psallus flavellus
- Psallus helenae
- Psallus henschii
- Psallus lepidus - kőrisfapoloska
- Psallus lucanicus
- Psallus luridus
- Psallus mollis
- Psallus ocularis
- Psallus pardalis
- Psallus perrisi
- Psallus quercus
- Psallus salicis
- Psallus variabilis
- Psallus varians
- Psallus vittatus
- Psallus wagneri
- Pseudoloxops coccineus
- Reuteria marqueti
- Rhabdomiris striatellus - zebra-mezeipoloska
- Salicarus roseri
- Solenoxyphus fuscovenosus - bárányparéj-poloska
- Stenodema calcarata - sarkantyús mezeipoloska
- Stenodema holsata
- Stenodema laevigata - karcsú mezeipoloska
- Stenodema sericans
- Stenodema virens
- Stenotus binotatus - kétfoltos mezeipoloska
- Stethoconus pyri
- Sthenarus rotermundi
- Strongylocoris leucocephalus - sárgafejű ugrópoloska
- Strongylocoris luridus
- Strongylocoris niger
- Systellonotus triguttatus - ezüstcsíkos mezeipoloska
- Teratocoris antennatus
- Tinicephalus hortulanus
- Trigonotylus caelestialium
- Trigonotylus pulchellus
- Trigonotylus ruficornis - vöröscsápú mezeipoloska
- Tuponia elegans
- Tuponia hippophaes
- Tuponia mixticolor
- Tuponia prasina
- Tytthus pygmaeus

## Nabidae (tolvajpoloskák)
- Alloeorhynchus flavipes - sárgalábú tolvajpoloska
- Himacerus apterus - nagy tolvajpoloska
- Himacerus boops - nagyszemű tolvajpoloska
- Himacerus mirmicoides - csalán-tolvajpoloska
- Nabis brevis - réti tolvajpoloska
- Nabis capsiformis
- Nabis ferus - közönséges tolvajpoloska
- Nabis flavomarginatus
- Nabis limbatus
- Nabis lineatus
- Nabis pseudoferus - mezei tolvajpoloska
- Nabis punctatus
- Nabis rugosus - foltoslábú tolvajpoloska
- Prostemma aeneicolle - feketehátú tolvajpoloska
- Prostemma guttula - vöröslábú tolvajpoloska
- Prostemma sanguineum - alföldi tolvajpoloska

## Naucoridae (csíkpoloskák)
- Ilyocoris cimicoides - csíkpoloska

## Nepidae (víziskorpiók)

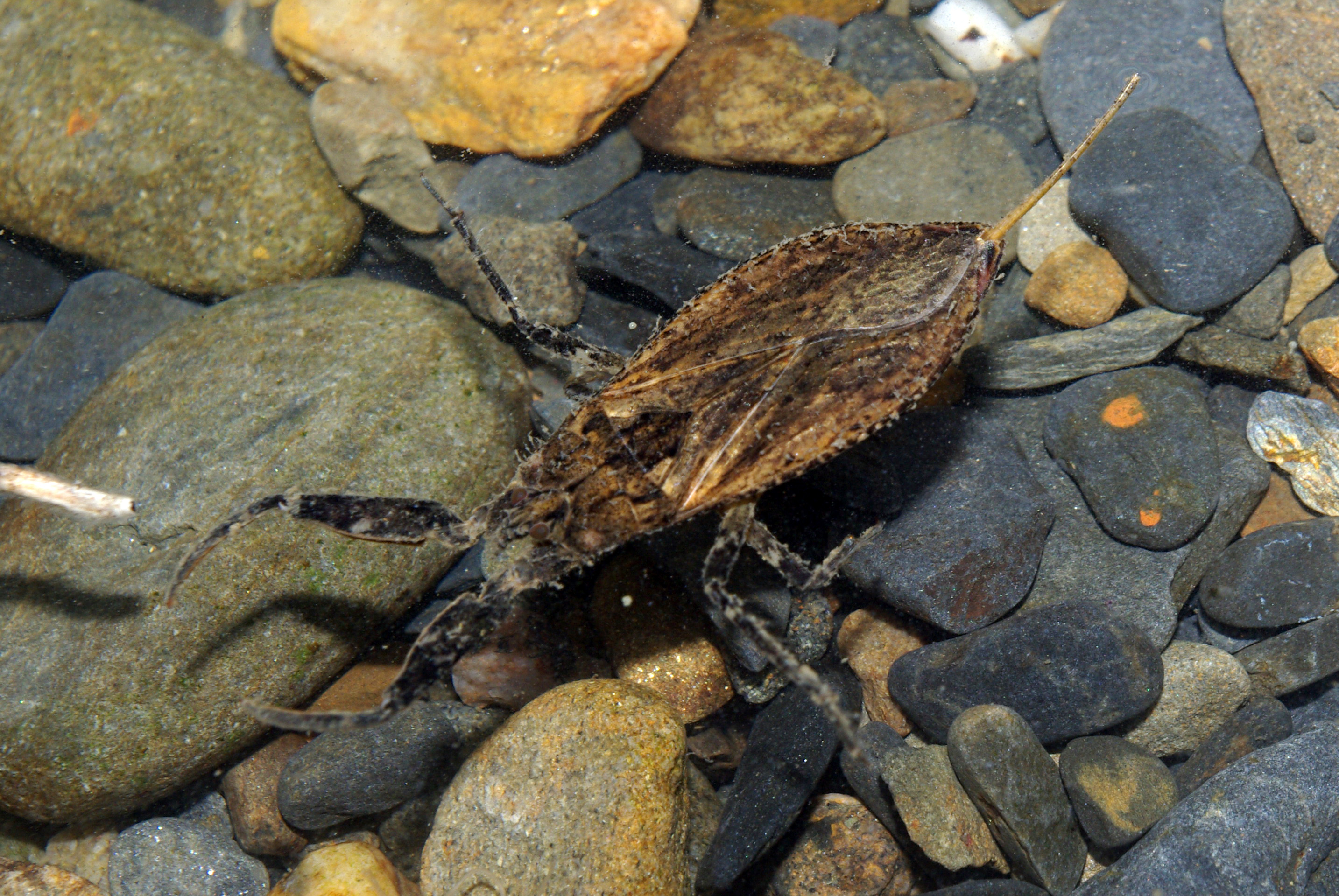
Víziskorpió

- Nepa cinerea - víziskorpió
- Ranatra linearis - vízi botpoloska

## Notonectidae (hanyattúszó-poloskák)
- Anisops sardeus
- Notonecta glauca - közönséges hátonúszópoloska
- Notonecta lutea - sárgapajzsú hátonúszópoloska - 5000 Ft
- Notonecta maculata - ritka hátonúszópoloska
- Notonecta meridionalis - déli hátonúszópoloska
- Notonecta obliqua - csíkosszárnyú hátonúszópoloska
- Notonecta reuteri - Reuter-hátonúszópoloska
- Notonecta viridis - zöldes hátonúszópoloska

## Oxycarenidae
- Brachyplax tenuis
- Camptotelus lineolatus - sávos bodobács
- Macroplax fasciata
- Macroplax preyssleri - fekete bodobács
- Metopoplax origani - szélesfejű bodobács
- Microplax interrupta
- Oxycarenus lavaterae - hársbodobács
- Oxycarenus modestus - égerfabodobács
- Oxycarenus pallens - fakó bodobács
- Tropidophlebia costalis

## Pentatomidae (címerespoloskák)

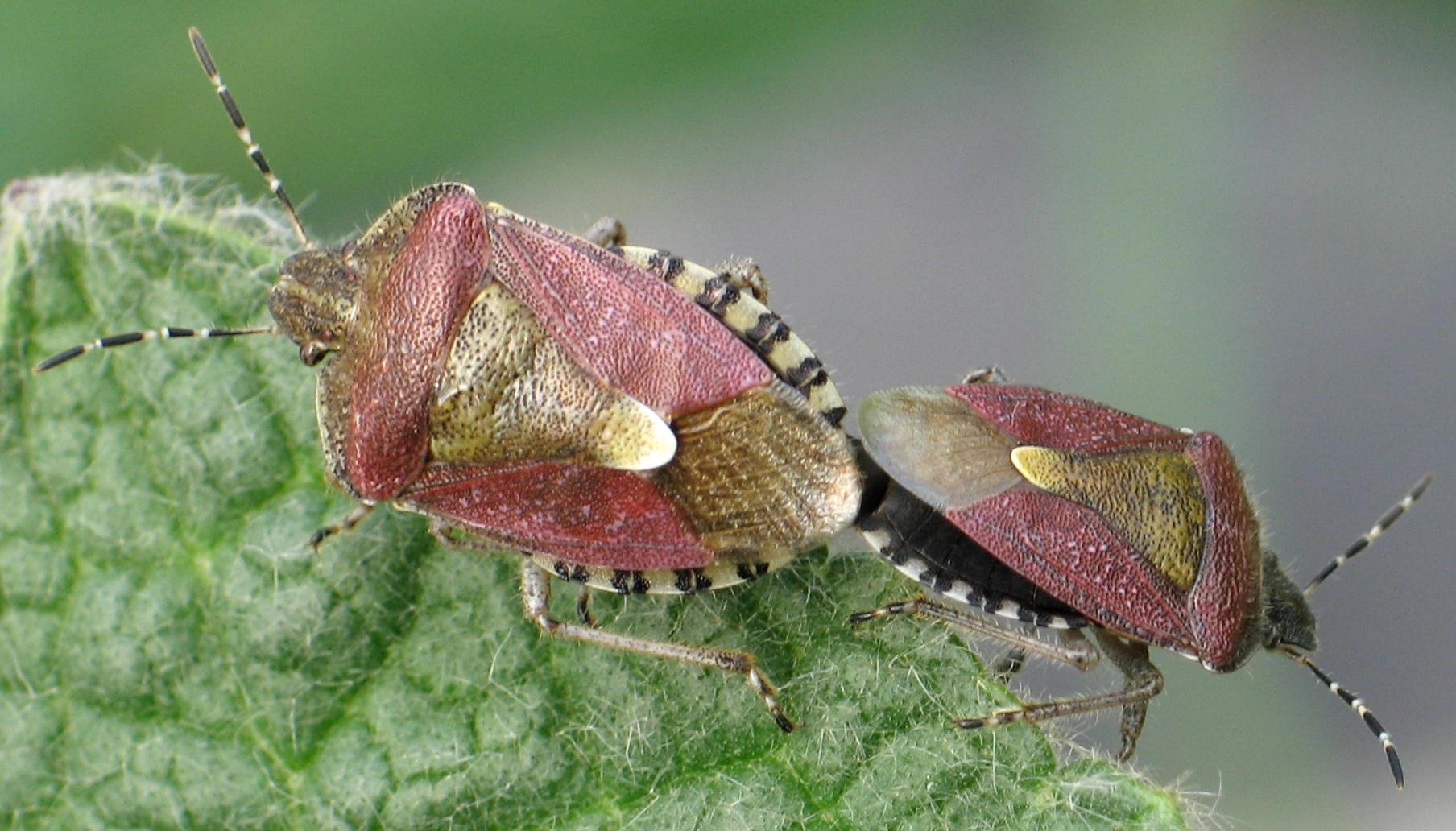
Bogyómászó poloska

- Acrosternum heegeri - rőtcsápú vándorpoloska
- Acrosternum millierei
- Aelia acuminata - közönséges szipolypoloska
- Aelia klugii
- Aelia rostrata - csőrös szipolypoloska
- Ancyrosoma leucogrammes - vállas poloska
- Antheminia lunulata - fakó gyümölcspoloska
- Antheminia varicornis
- Arma custos - vörhenyes címerespoloska
- Arma insperata
- Bagrada stolida
- Carpocoris fuscispinus - tüskés gyümölcspoloska
- Carpocoris mediterraneus - déli gyümölcspoloska
- Carpocoris pudicus - közönséges gyümölcspoloska
- Carpocoris purpureipennis - bíboros gyümölcspoloska
- Chlorochroa juniperina - zöld borókapoloska
- Chlorochroa pinicola
- Codophila varia - változékony bogyómászó-poloska
- Crypsinus angustatus
- Derula flavoguttata
- Dolycoris baccarum - bogyómászó poloska
- Dyroderes umbraculatus
- Eurydema dominulus
- Eurydema fieberi - keresztespoloska
- Eurydema oleracea - paréjpoloska
- Eurydema ornata - díszespoloska
- Eurydema ventralis - káposztapoloska
- Eysarcoris aeneus - fémes feketefejű poloska
- Eysarcoris ventralis - fakó feketefejű-poloska
- Eysarcoris venustissimus - foltos feketefejű-poloska
- Graphosoma italicum - csíkos pajzsospoloska
- Halyomorpha halys - ázsiai márványospoloska
- Holcostethus sphacelatus - holdas címerespoloska
- Jalla dumosa - csíkosfejű címerespoloska
- Menaccarus arenicola - homoki laposfejű poloska
- Neottiglossa leporina - sárgahasú címerespoloska
- Neottiglossa lineolata
- Neottiglossa pusilla - feketehasú címerespoloska
- Nezara viridula - zöld vándorpoloska
- Palomena prasina - zöld bogyómászó-poloska
- Palomena viridissima
- Pentatoma rufipes - vöröslábú címerespoloska
- Peribalus strictus - tavaszi címerespoloska
- Picromerus bidens - tüskés címerespoloska
- Picromerus conformis
- Piezodorus lituratus - bíboros címerespoloska
- Pinthaeus sanguinipes
- Podops curvidens
- Podops inunctus - szarvas pajzsospoloska
- Podops rectidens
- Rhacognathus punctatus - tarkalábú címerespoloska
- Rhaphigaster nebulosa - bencepoloska
- Rubiconia intermedia - bronzos címerespoloska
- Sciocoris cursitans - közönséges laposfejű-poloska
- Sciocoris deltocephalus
- Sciocoris distinctus
- Sciocoris homalonotus
- Sciocoris macrocephalus
- Sciocoris microphthalmus - szürkés laposfejű-poloska
- Sciocoris sulcatus - barázdás laposfejű-poloska
- Stagonomus amoenus
- Stagonomus bipunctatus - kétpettyes címerespoloska
- Staria lunata - barna címerespoloska
- Sternodontus binodulus
- Sternodontus obtusus
- Troilus luridus - tőrös címerespoloska
- Ventocoris rusticus
- Ventocoris trigonus
- Vilpianus galii
- Zicrona caerulea - acélkék poloska

## Piesmatidae (recéspoloskák)
- Parapiesma kochiae
- Parapiesma quadratum - répapoloska
- Parapiesma salsolae
- Parapiesma silenes
- Parapiesma variabile
- Piesma capitatum - közönséges recéspoloska
- Piesma maculatum - nyakas recéspoloska

## Plataspidae(bödepoloskák)
- Coptosoma mucronatum
- Coptosoma scutellatum - bödepoloska

## Pleidae (törpe-vízipoloskák)
- Plea minutissima - törpe vízipoloska

## Pyrrhocoridae	(verőköltő poloskák)

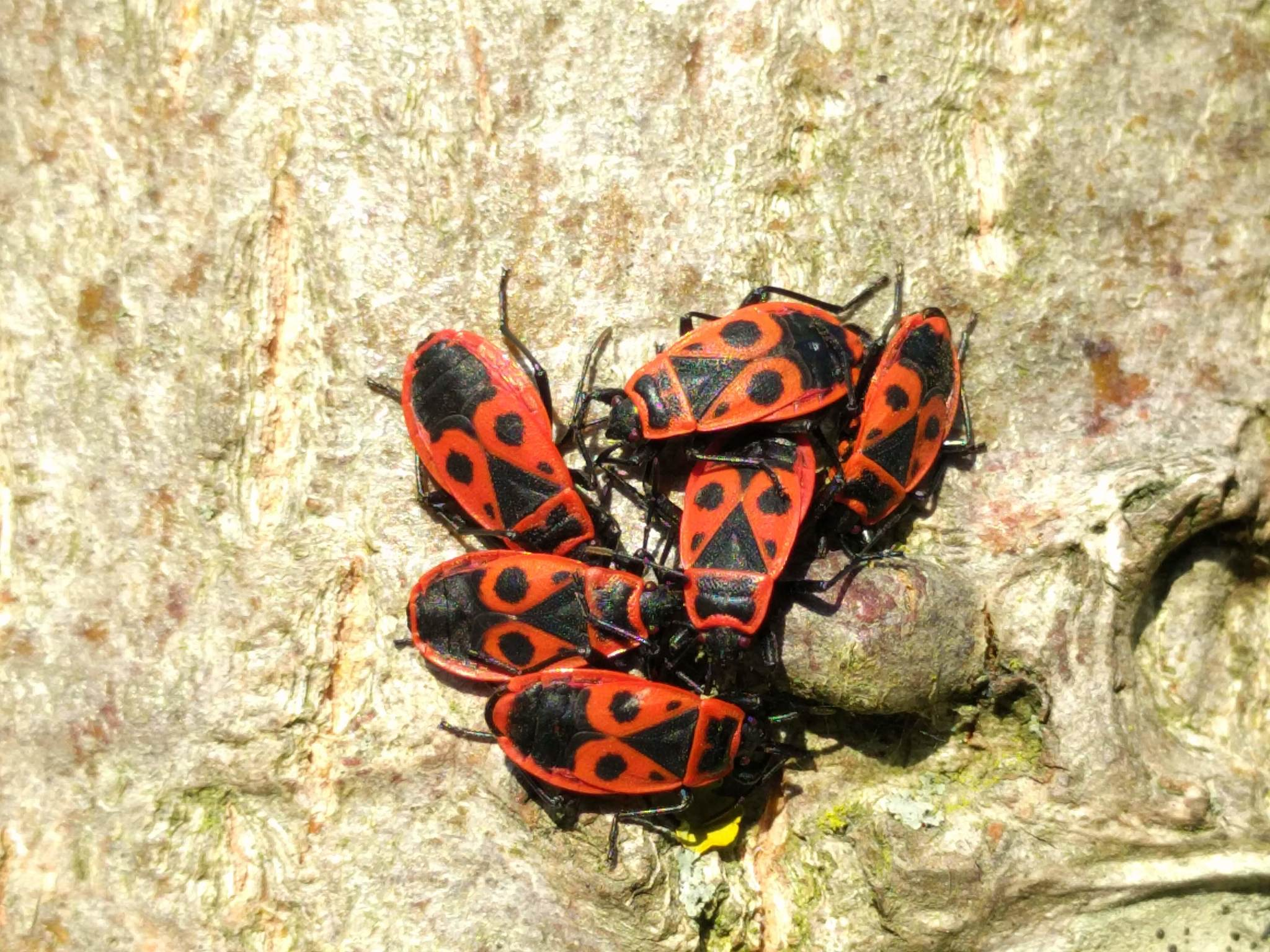
Verőköltő bodobács

- Pyrrhocoris apterus - verőköltő bodobács
- Pyrrhocoris marginatus - szegélyes bodobács

## Reduviidae (rablópoloskák)
- Coranus contrarius - homoki rablópoloska
- Coranus griseus
- Coranus kerzhneri
- Coranus laticeps
- Coranus subapterus - alföldi rablópoloska
- Empicoris baerensprungi
- Empicoris culiciformis - szúnyogképű rablópoloska
- Empicoris gracilentus
- Empicoris mediterraneus
- Empicoris tabellarius
- Empicoris uniannulatus
- Empicoris vagabundus
- Metapterus caspicus
- Nagusta goedelii - tüskés rablópoloska
- Peirates hybridus - foltos rablópoloska
- Phymata crassipes - fogólábú poloska
- Ploiaria domestica
- Pygolampis bidentata - karcsú rablópoloska
- Reduvius personatus - szemetes zugpoloska
- Rhynocoris annulatus - gyűrűslábú gyilkospoloska
- Rhynocoris iracundus - gyilkospoloska
- Rhynocoris niger - fekete gyilkospoloska

## Rhopalidae (üvegpoloskák)

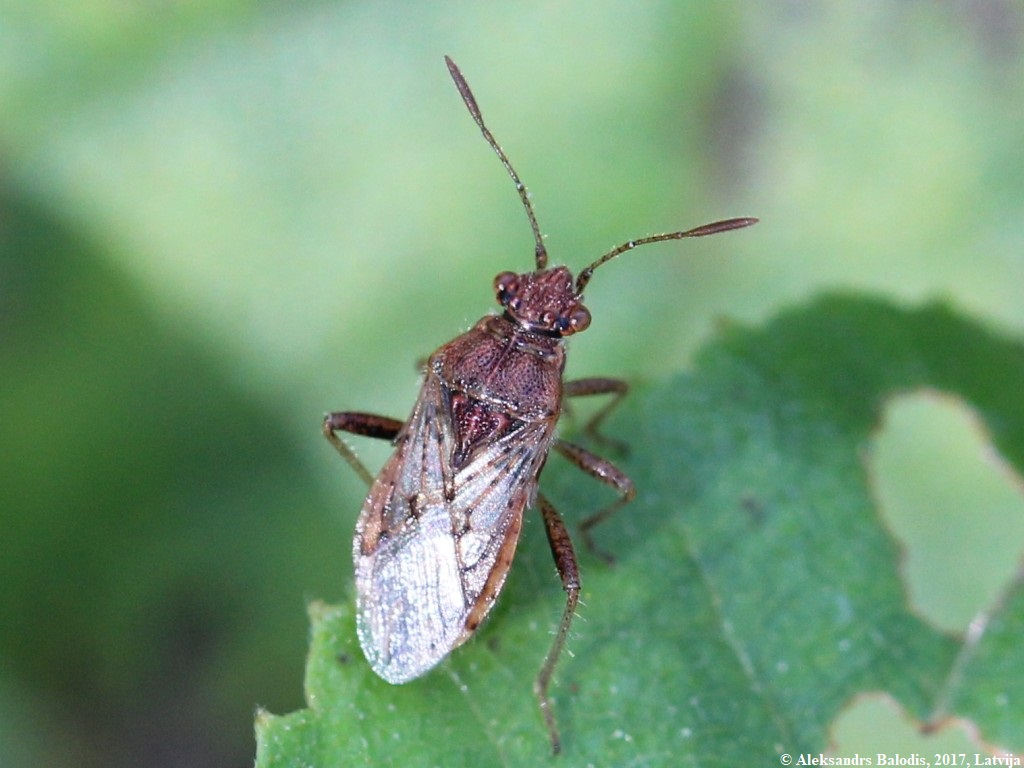
Közönséges üvegszárnyú-poloska

- Brachycarenus tigrinus - rövidfejű üvegszárnyú-poloska
- Chorosoma gracile
- Chorosoma schillingii - karcsú botpoloska
- Corizus hyoscyami - piros karimáspoloska
- Liorhyssus hyalinus
- Maccevethus caucasicus
- Maccevethus errans
- Myrmus miriformis - kurtaszárnyú üvegpoloska
- Rhopalus conspersus
- Rhopalus distinctus
- Rhopalus maculatus
- Rhopalus parumpunctatus - közönséges üvegszárnyú-poloska
- Rhopalus rufus
- Rhopalus subrufus - vörös üvegszárnyú-poloska
- Stictopleurus abutilon - pettyeslábú üvegszárnyú-poloska
- Stictopleurus crassicornis - foltoslábú üvegszárnyú-poloska
- Stictopleurus pictus
- Stictopleurus punctatonervosus
- Stictopleurus subtomentosus

## Rhyparochromidae
- Acompus pallipes
- Acompus rufipes - gyászbodobács
- Aellopus atratus - cigánybodobács
- Aoploscelis bivirgata
- Aphanus rolandri - kormos bodobács
- Beosus maritimus - homoki bodobács
- Beosus quadripunctatus - pettyes homokibodobács
- Diomphalus hispidulus
- Drymus brunneus - barna erdeibodobács
- Drymus latus
- Drymus pilicornis
- Drymus ryeii
- Drymus sylvaticus - erdei bodobács
- Emblethis brachynotus
- Emblethis ciliatus - alföldi gyepibodobács
- Emblethis denticollis
- Emblethis griseus - homoki gyepibodobács
- Emblethis verbasci - gyepi bodobács
- Eremocoris abietis
- Eremocoris fenestratus - avarbodobács
- Eremocoris plebejus
- Eremocoris podagricus - gyakori avarbodobács
- Gastrodes abietum
- Gastrodes grossipes - lapos bodobács
- Gonianotus marginepunctatus
- Graptopeltus lynceus - homoki díszesbodobács
- Graptopeltus validus
- Icus angularis
- Ischnocoris angustulus
- Ischnocoris hemipterus
- Ischnocoris punctulatus
- Lamprodema maura
- Lamproplax picea
- Lasiosomus enervis
- Megalonotus antennatus
- Megalonotus chiragra - bundás bodobács
- Megalonotus dilatatus
- Megalonotus hirsutus
- Megalonotus praetextatus - tüskéslábú bodobács
- Megalonotus sabulicola
- Pachybrachius fracticollis - nyakas bodobács
- Pachybrachius luridus
- Panaorus adspersus
- Paromius gracilis
- Peritrechus geniculatus - vastagcsápú feketésbodobács
- Peritrechus gracilicornis - feketés bodobács
- Peritrechus lundii
- Peritrechus meridionalis
- Peritrechus nubilus - homoki feketésbodobács
- Pionosomus opacellus - apró bodobács
- Pionosomus varius
- Plinthisus brevipennis
- Plinthisus longicollis - magyar bodobács
- Plinthisus pusillus
- Pterotmetus staphyliniformis - kurtaszárnyú bodobács
- Raglius alboacuminatus
- Raglius confusus
- Rhyparochromus phoeniceus - gyepi díszesbodobács
- Rhyparochromus pini - avar-díszesbodobács
- Rhyparochromus vulgaris - 	közönséges díszesbodobács
- Scolopostethus affinis - tarka csalánbodobács
- Scolopostethus cognatus
- Scolopostethus decoratus - díszes csalánbodobács
- Scolopostethus grandis
- Scolopostethus lethierryi
- Scolopostethus pictus
- Scolopostethus pilosus
- Scolopostethus puberulus
- Scolopostethus thomsoni - csalánbodobács
- Sphragisticus nebulosus - foltos bodobács
- Stygnocoris faustus
- Stygnocoris fuligineus - homoki kisbodobács
- Stygnocoris pygmaeus
- Stygnocoris rusticus - rövidszárnyú kisbodobács
- Stygnocoris sabulosus - kisbodobács
- Taphropeltus contractus
- Taphropeltus hamulatus
- Trapezonotus arenarius - ugarbodobács
- Trapezonotus dispar
- Trapezonotus ullrichi
- Tropistethus holosericus - törpebodobács
- Xanthochilus quadratus - szegélyes díszesbodobács

## Saldidae (partipoloskák)
- Chartoscirta cincta - nyakas partipoloska
- Chartoscirta cocksii - mocsári partipoloska
- Chartoscirta elegantula
- Macrosaldula scotica
- Macrosaldula variabilis
- Salda muelleri
- Saldula arenicola
- Saldula c-album
- Saldula melanoscela
- Saldula nitidula
- Saldula opacula - fekete partipoloska
- Saldula orthochila
- Saldula pallipes - közönséges partipoloska
- Saldula palustris
- Saldula pilosella - szőrös partipoloska
- Saldula saltatoria - parti futópoloska
- Saldula xanthochila
- Teloleuca pellucens

## Scutelleridae	(pajzsospoloskák)
- Eurygaster austriaca - osztrákpoloska
- Eurygaster dilaticollis - szélesnyakú gabonapoloska
- Eurygaster maura - mórpoloska
- Eurygaster testudinaria - teknőspoloska
- Odontoscelis fuliginosa
- Odontoscelis hispidula- szőrös pajzsospoloska - 5000 Ft
- Odontoscelis lineola - homoki pajzsospoloska
- Odontotarsus purpureolineatus - tarka pajzsospoloska
- Odontotarsus robustus
- Phimodera amblygonia
- Phimodera flori
- Phimodera humeralis - rücskös pajzsospoloska
- Psacasta exanthematica - kigyósziszpoloska
- Psacasta neglecta - pettyes pajzsospoloska
- Psacasta tuberculata

## Stenocephalidae (gyűrűspoloskák)
- Dicranocephalus agili - gyűrűscsápú karimáspoloska
- Dicranocephalus albipes - kutyatej-karimáspoloska
- Dicranocephalus marginicollis
- Dicranocephalus medius

## Thyreocoridae	(fémes-földipoloskák)
- Thyreocoris fulvipennis
- Thyreocoris scarabaeoides - fémes földipoloska

## Tingidae (csipkéspoloskák)
- Acalypta carinata

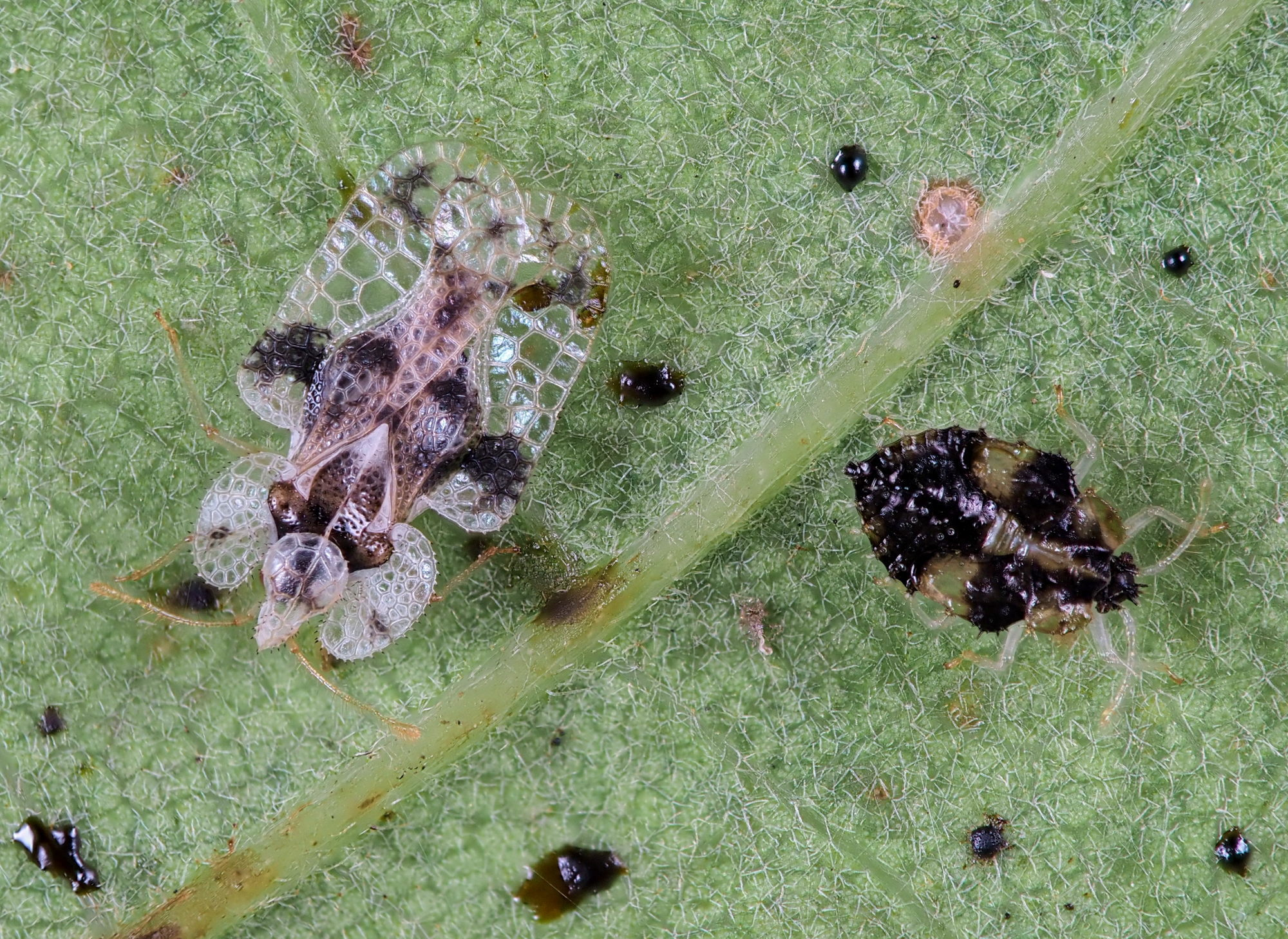
Tölgy-csipkéspoloska

- Acalypta gracilis - réti kucsmás csipkéspoloska
- Acalypta marginata - kucsmás csipkéspoloska
- Acalypta musci
- Acalypta nigrina
- Acalypta parvula
- Acalypta platycheila
- Acalypta pulchra
- Agramma atricapillum
- Agramma confusum - sziki csipkéspoloska
- Agramma fallax
- Agramma laetum
- Agramma minutum
- Agramma ruficorne
- Campylosteira orientalis
- Campylosteira verna - tavaszi csipkéspoloska
- Catoplatus carthusianus - pimpó-csipkéspoloska
- Catoplatus fabricii - vastagcsápú csipkéspoloska
- Catoplatus horvathi
- Catoplatus nigriceps
- Copium clavicorne - bunkóscsápú csipkéspoloska
- Copium teucrii
- Corythucha arcuata - tölgy-csipkéspoloska
- Corythucha ciliata - platán-csipkéspoloska
- Derephysia cristata - tarajos csipkéspoloska
- Derephysia foliacea - leveles csipkéspoloska
- Dictyla convergens
- Dictyla echii - kígyószisz-csipkéspoloska
- Dictyla humuli - nadálytő-csipkéspoloska
- Dictyla lupuli
- Dictyla nassata
- Dictyla platyoma
- Dictyla rotundata
- Dictyonota strichnocera
- Elasmotropis testacea
- Galeatus affinis - átlátszószárnyú csipkéspoloska
- Galeatus decorus
- Galeatus maculatus
- Galeatus sinuatus
- Galeatus spinifrons
- Hyalochiton komaroffii
- Hyalochiton syrmiensis
- Kalama henschi
- Kalama tricornis - virág csipkéspoloska
- Lasiacantha capucina - pillás csipkéspoloska
- Lasiacantha gracilis
- Lasiacantha hermani
- Monosteira unicostata - tüskésfejű csipkéspoloska
- Oncochila scapularis - csuklyás csipkéspoloska
- Oncochila simplex
- Physatocheila confinis
- Physatocheila costata
- Physatocheila dumetorum - gyümölcsfa-csipkéspoloska
- Physatocheila smreczynskii
- Stephanitis pyri - körte-csipkéspoloska
- Stephanitis takeyai - babérhanga-csipkéspoloska
- Tingis ampliata
- Tingis angustata
- Tingis auriculata - nyakas csipkéspoloska
- Tingis cardui - bogáncs-csipkéspoloska
- Tingis caucasica
- Tingis crispata
- Tingis geniculata - közönséges csipkéspoloska
- Tingis grisea - búzavirág csipkéspoloska
- Tingis maculata - homoki csipkéspoloska
- Tingis marrubii
- Tingis pilosa - szőrös csipkéspoloska
- Tingis ragusana
- Tingis reticulata - szőrösszegélyű csipkéspoloska

## Veliidae (víztaposó-poloskák)
- Microvelia buenoi
- Microvelia pygmaea
- Microvelia reticulata - víztaposó poloska
- Velia affinis
- Velia caprai
- Velia saulii